# Барје Чифлик
Барје Чифлик је насеље Града Пирота у Пиротском округу. Према попису из 2022. године има 507 становника, док је према попису 2011. имало 594 становника (према попису из 2002. било је 693 становника).
Барје Чифлик, равничарско село на ободу Пиротске котлине, налази се на око 4 км југозападно од Пирота са којим је повезано асфалтним путем. Налази се уз сам руб велике мочваре Бaрје између Расничке реке са југоисточне и Костурске реке са севернозападне стране; њено западно, планинско залеђе је безводно а читава њена североисточна и источна страна обилује у води.

## Историјат
Има више легенди о постанку села: "Бaрје Чивлик је бил у Бездьн 3 , испод Свети-Илију, испод манастират. Там билo селo Средорeк, текa се звaло. Има тeмељи, и дьньс се наoде. А изнад селoто је ишьл пут од Понoр. И од Понoр aзне турсће пoјду. Нади друм ан турсћи, аниште има. Понoрци јaве на Средорeчање да иду Турци. И састaве се сас Средорeчање и побију камиле. Ама једьн Турчин измькне, побeгне у Пирот. И пoјде турска војскa на Средорeк, и пoчне да пaли селo. Средорeчање побeгну у манастир; знaју да манастир нeма да пaле. Али Турци запaле манастират и сви сељaци изгорeли. И селoто се досeли у Чивлик, овaм. Прво је билo у Бaрје, па пoсле дoјде овдe. Овдe је кула билa. Пoсле се почeле манастирће жeне муче, и открију манастир. И тaмо откoпају руће, нoђе, глaве, жито. У нaше селo се пoсле населил нaрод из Базoвик, Присјaн, Смрдaн, а Рaшинци, Тoнчинци и Радeнковци су из Бугарску. И музeјат у Пирот има кaмик отeсан, и на њег нeшта написано, и никој га не мoже прочита, а нaјден је овaм, у нaше селo. Средорeк: билo нaсеље, куће. ", Момчило Потић, 1924. "Турци сабeру нaрод од све стрaне, нaјвише из трнсћи крај, и напрaје чивлик, дьньшње селo", Градимир Џунић Бајко, 1934. "Пoди Ћeлташ је билo селo Дeбрин Чивлик, там кудe је Рaјкова воденица, Пoсрано трње. И појaви се бoлес, измрeли и раселили се. Једни дошли у Бaрје Чивлик. Там има грoбље, спoменици", Милованка Величковић, 1930.
Мањи део атара који је на крсту, сув је и претежно под ниском шумом и слабим пашњацима, погодан је за овчарство и козарство и претежно покрива домаће потребе у огреву. Већи део атара има обиље воде, врло је топао и претежно под дубоким ораницама, погодан је за виноградарство, воћарство, ратарство и за говедарство и свињарство па се живело од тржних вишкова поврћа, воћа, грожђа, вина, ракије, млека, меса, масти. Близина града и тржишта је олакшавала продају а продавали су грожђе и вино и по селима Лужнице. До средине 20. века било је и бивола, користили су их за вучу. Било је ковача, колара, столара, кацара, црепара, зидара, тесара и више фамилија лончара, а неколико домаћинстава је користило природне услове за производњу леда, који је продавало прехрамбеним радњама у граду.
Село је имало воденице на води са Бeздана (Рaјкова, Мaђина, Гoлубова, Сeлска у Меру), на Расничкој реци (Присјaнска, Вирћина / Динчина; Рaшинска) и на Сeлској вaди (Гмитрова) и оне су покривале потребе у мељави ових села пре изградње модерних млинова. Расница, удаљена само око 2 км, је црквени, административни и школски центар за 4 села, (Расница, Барје Чифлик, Блато и Костур), али је земљорадничка задруга у Барје Чифлику била центар привредног живота за ова села. Поред водовода село је имало и 5 до 6 јавних бунара, као и више приватних, изграђених удруженим средствима суседа: Сeлсћи бунaр (Шавуљин бунaр) усред села, Прдљин бунaр, Мијaлковсћи (2), Мрaморсћи (2), код Ђиђиних, Стeванов, Рaденов и Смрдaнсћи, а до гробља је био јавни бунар само за стоку.
Делови села: Доња Мала, Горња мала, Сред село, Синоглавско насеље. У близини се налази тресава Ћелташ.

## Демографија
У насељу Барје Чифлик живи 591 пунолетни становник, а просечна старост становништва износи 46,3 година (45,6 код мушкараца и 47,0 код жена). У насељу има 231 домаћинство, а просечан број чланова по домаћинству је 3,00.
Ово насеље је великим делом насељено Србима (према попису из 2002. године).
|  |

| Демографија | Демографија | Демографија |
| Година      | Становника  | Становника  |
| ----------- | ----------- | ----------- |
| 1948.       | 820         |             |
| 1953.       | 790         |             |
| 1961.       | 775         |             |
| 1971.       | 765         |             |
| 1981.       | 782         |             |
| 1991.       | 788         | 786         |
| 2002.       | 693         | 693         |

| Етнички састав према попису из 2002.‍ | Етнички састав према попису из 2002.‍ | Етнички састав према попису из 2002.‍ | Етнички састав према попису из 2002.‍ | Етнички састав према попису из 2002.‍ |
| ------------------------------------ | ------------------------------------ | ------------------------------------ | ------------------------------------ | ------------------------------------ |
|                                      |                                      |                                      |                                      |                                      |
| Срби                                 | Срби                                 |                                      | 689                                  | 99,42%                               |
| Црногорци                            | Црногорци                            |                                      | 1                                    | 0,14%                                |
| Бугари                               | Бугари                               |                                      | 1                                    | 0,14%                                |
| Југословени                          | Југословени                          |                                      | 1                                    | 0,14%                                |
| непознато                            | непознато                            |                                      | 1                                    | 0,14%                                |

| Година пописа     | 1948. | 1953. | 1961. | 1971. | 1981. | 1991. | 2002. |
| ----------------- | ----- | ----- | ----- | ----- | ----- | ----- | ----- |
| Број домаћинстава | 156   | 153   | 182   | 201   | 215   | 239   | 231   |

| Број чланова      | 1  | 2  | 3  | 4  | 5  | 6  | 7 | 8 | 9 | 10 и више | Просек |
| ----------------- | -- | -- | -- | -- | -- | -- | - | - | - | --------- | ------ |
| Број домаћинстава | 46 | 68 | 26 | 47 | 27 | 13 | 3 | 0 | 0 | 1         | 3,00   |

| Пол    | Укупно | Неожењен/Неудата | Ожењен/Удата | Удовац/Удовица | Разведен/Разведена | Непознато |
| ------ | ------ | ---------------- | ------------ | -------------- | ------------------ | --------- |
| Мушки  | 303    | 67               | 205          | 23             | 8                  | 0         |
| Женски | 317    | 57               | 202          | 52             | 6                  | 0         |
| УКУПНО | 620    | 124              | 407          | 75             | 14                 | 0         |

| Пол    | Укупно                    | Пољопривреда, лов и шумарство | Рибарство                            | Вађење руде и камена | Прерађивачка индустрија       |
| ------ | ------------------------- | ----------------------------- | ------------------------------------ | -------------------- | ----------------------------- |
| Мушки  | 131                       | 12                            | 0                                    | 0                    | 69                            |
| Женски | 89                        | 8                             | 0                                    | 0                    | 55                            |
| УКУПНО | 220                       | 20                            | 0                                    | 0                    | 124                           |
| Пол    | Производња и снабдевање   | Грађевинарство                | Трговина                             | Хотели и ресторани   | Саобраћај, складиштење и везе |
| Мушки  | 0                         | 18                            | 7                                    | 0                    | 4                             |
| Женски | 0                         | 0                             | 7                                    | 2                    | 0                             |
| УКУПНО | 0                         | 18                            | 14                                   | 2                    | 4                             |
| Пол    | Финансијско посредовање   | Некретнине                    | Државна управа и одбрана             | Образовање           | Здравствени и социјални рад   |
| Мушки  | 1                         | 0                             | 10                                   | 3                    | 1                             |
| Женски | 0                         | 0                             | 4                                    | 1                    | 12                            |
| УКУПНО | 1                         | 0                             | 14                                   | 4                    | 13                            |
| Пол    | Остале услужне активности | Приватна домаћинства          | Екстериторијалне организације и тела | Непознато            | Непознато                     |
| Мушки  | 1                         | 0                             | 0                                    | 5                    | 5                             |
| Женски | 0                         | 0                             | 0                                    | 0                    | 0                             |
| УКУПНО | 1                         | 0                             | 0                                    | 5                    | 5                             |

## Галерија - Манстир светог Илије
- Манастир светог Илије
- Унутрашњост манастира
- Унутрашњи део манастира
- Поглед унутар манастира

## Галерија
- Основна школа
- Спомен чесма
- Трафостаница јануар 2021.г.
- Улица после кише, јануар 2021.г.
- Улице
- Једна улица
- Раскрсница
- Пут
- Куће
- Јесен 2021.г.
- Снег јануар 2022.г.